# Pepperidge Farm
Pepperidge Farm est une entreprise agroalimentaire américaine spécialisée dans les biscuits. Créée en 1937, elle devient en 1961 une filiale de la Campbell Soup Company, une multinationale dont le siège se trouve à Norwalk.

## Historique
Margaret Rudkin fabriqua du pain pour son fils Mark qui était allergique à différents composants alimentaires utilisés dans la production de grande consommation. C'est ensuite le médecin traitant de Mark qui encouragea Margaret à produire en plus grands quantité, dont la production était destiné à ses patients ayant les mêmes allergies. Elle fut rapidement approchée par un grossiste qui lui proposa de vendre ses produits sous la marque "Pepperidge Farm". Son mari, trader à Wall Street emportait régulièrement à New York les produits de sa femme pour les vendre à des magasins spécialisés. Très rapidement elle passa de sa cuisine à son garage, puis ouvrit en 1940 sa société de production. Pendant la seconde guerre mondiale, la production était inégale car certaines matières premières étaient difficiles à obtenir. En 1947 Margaret ouvre un nouveau concept de magasin de biscuits à Norwalk dans le Connecticut.